# 希瑟·威爾遜
希瑟·威爾遜（1960年12月30日—）是美國的一位政治家，共和黨人，1998年至2009年擔任新墨西哥州第一國會選區美国众议院议员，2013年至2017年擔任南達科他礦業及理工學院第12任校長，2017年至2019年擔任美國空軍部長，2019年起擔任得克萨斯大学埃尔帕索分校第11任校長。